# José Doménech Part
José Doménech Part fue un compositor, musicólogo y pianista español. Biógrafo de José Iturbi, Amparo Iturbi y Lucrezia Bori.

## Biografía
Cursó estudios musicales en Valencia (Consuelo Lapiedra, José Roca y Vicente Asencio) y París con Monique Deschaussées en l'Ecole Normale de Musique, y asistió a cursos de especialización en Santiago de Compostela, Granada, Salzburgo y Esztergom. Crítico musical para el diario Levante-EMV y colaborador de "Dos y dos", "Monsalvat", "Ritmo", "Sao", etc. 
Director del Instituto Valenciano de Musicología (1980-1986)Es especialista en Vicente Martín y Soler, del que rescató y editó por primera vez en tiempos moderno sus Six Italian Canzonetts publicadas por la Diputación de Valencia en febrero de 1982. (Editorial Piles,Valencia)
En noviembre de 1979 realizó la última entrevista el maestro valenciano José ITURBi en su casa de Beverly Hills, California.
En 1981, con el patrocinio de la Diputación de Valencia, fundó el Concurso Internacional de Piano "José Iturbi" personalmente autorizado por el propio músico valenciano, del cual fue responsable y director durante las primeras 5 ediciones. Fue creador de las Serenatas Musicales de Valencia y Jornadas Musicales de Villafamés en 1982, Asesor Musical de la Consejería de Cultura de la Generalidad Valenciana entre 1983 y 1988, Jefe de Producción Ajena y director de Relaciones Internacionales de Radiotelevisión Valenciana entre 1988 y 1995 y director de la ATEI-Televisión Educativa Iberoamericana en 1998.
Como compositor destaca su ballet "Yerma" escrito para el Grupo Vagánovos de Olga G. Poliakoff, dirigido por Jorge Aliaga y estrenado en el teatro Principal de Valencia en 1980; obras para piano como "Gilalbertiana", "Kaysha", "O Magnun Ministerium"; canciones para voz y piano sobre textos de Juan Gil-Albert y "Ave María" para coro mixto.
Asesor biográfico y musical del documental "A propósito de Iturbi" (2002) de TVE. Desde 2004 ofrece conferencias audiovisuales sobre músicos españoles en Valencia, Castellón, Barcelona, Bilbao, Santander, Burriana etc, así como en Estados Unidos, Argentina y Paraguay.
Documentalista y Asesor de la exposición "LUCREZIA BORI: una diva valenciana" (2010) en el Palau de la Música de Valencia y de la muestra "BURRIANA, PARÍS...NUEVA YORK" (2011) en la Casa Municipal de Cultura de Burriana (Castellón). En 2012, junto a Giuseppe De Matteis organizó la exposición CANTANTES LÍRICOS DE LA COMUNICAD VALENCIANA 1850-1950 para el Palau de la Música de Valencia. 
Desde 2012, es Director del Festival de Música de Torreblanca(Castellón), auspiciado por la Fundación AFM de Valencia y organizado por el Ayuntamiento de Torreblanca.